# 竹富町立鳩間小中学校
竹富町立鳩間小中学校（たけとみちょうりつ はとましょうちゅうがっこう）は、沖縄県八重山郡竹富町字鳩間（八重山列島鳩間島）にある町立小中学校である。

## 概要
里親制度及び海浜留学で知られ、ドラマ『瑠璃の島』等のモデルになっている。島民の高齢化が進み里子の受け入れが困難になっているため、2018年度に鳩間島留学支援施設「つばさ寮」を開寮し、鳩間島留学制度を開始している。

## 沿革

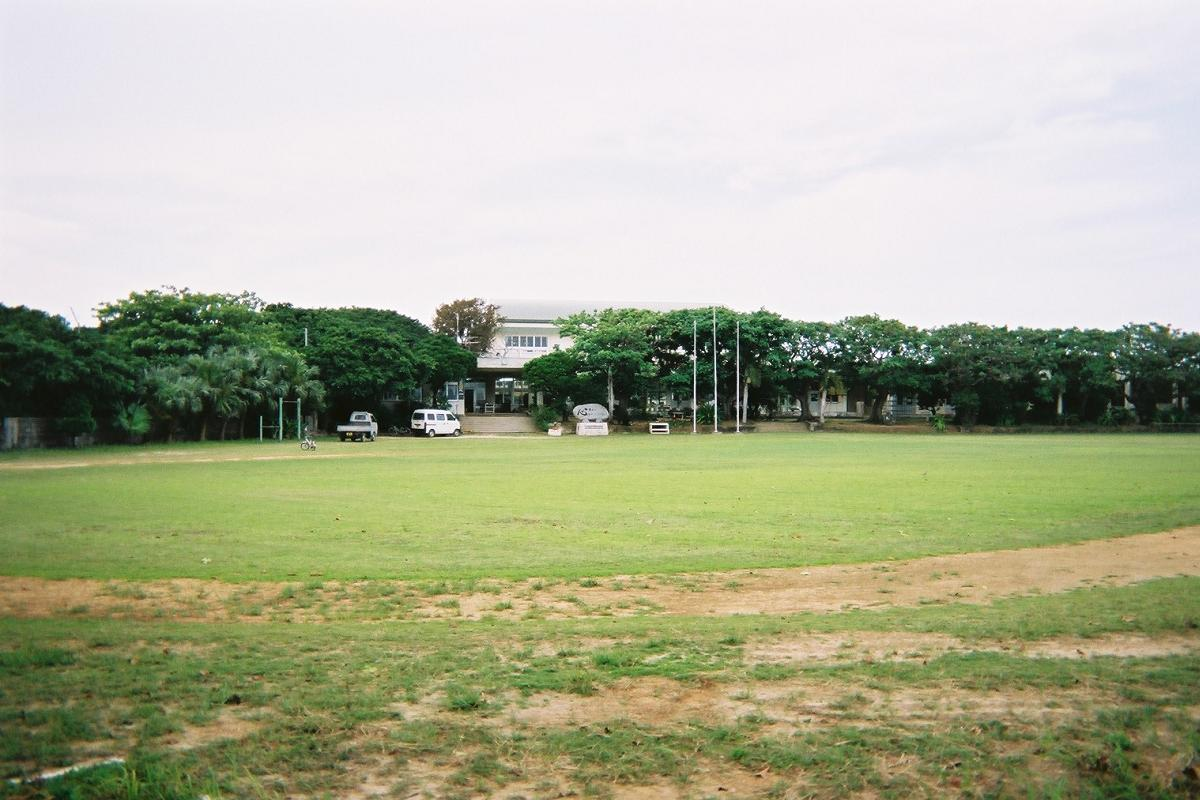
旧校舎

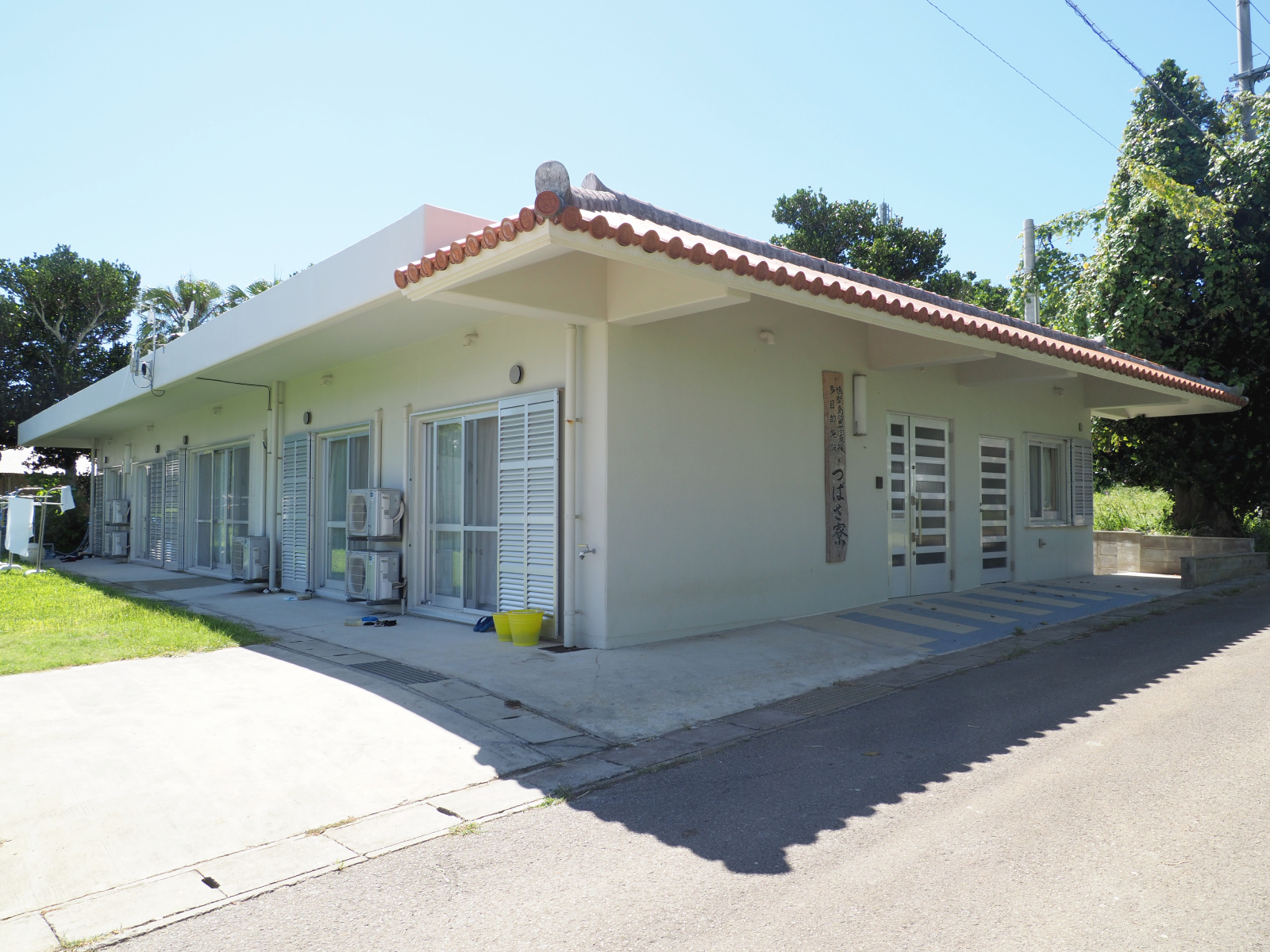
つばさ寮

- 1896年（明治29年）6月19日 - 大川尋常小学校鳩間分校として番所跡（現在の鳩間公民館）に開校[6][7]。
- 1901年（明治34年） - 西表尋常小学校鳩間分教場となる。
- 1907年（明治40年） - 独立して鳩間尋常小学校となる。
- 1941年（昭和16年） - 竹富村鳩間国民学校に改称。高等科を併置。
- 1949年（昭和24年） - 新学制施行により鳩間小学校に改称。中学校が併置される。校舎を現在地に移転。
- 1974年（昭和49年）3月 - 鳩間中学校が休校。
- 1981年（昭和56年） - 鳩間小学校の児童数が1名となる[2]。
- 1982年（昭和57年） - 住民が親戚から子供2名を預かり小学校が存続[2]。
- 1983年（昭和58年）4月 - 児童養護施設から里子4名を受け入れ[2]。
- 1984年（昭和59年）4月 - 鳩間中学校が再び開校。
- 2009年（平成21年）
  - 6月24日 - 鳩間小中学校の在籍者がゼロになる[8][9]。
  - 9月 - 鳩間小学校に1名が転入[8][9]。
  - 10月 - 鳩間中学校が休校[8][9]。
- 2010年（平成22年）4月 - 鳩間中学校が再開[8][10]。
- 2018年（平成30年）
  - 4月 - 鳩間島留学制度開始[4][5][11]。
  - 4月7日 - 鳩間島留学支援多目的施設「つばさ寮」開寮[4][5]。
- 2019年（令和元年）5月25日 - 新校舎改築記念式典[12]。

## 本校を題材･モデルとする作品
- 森口豁『子乞い』 - ノンフィクション[2]
- 尾瀬あきら『光の島』（2001年 - 2004年） - 漫画[2]
- 『瑠璃の島』（2005年） - テレビドラマ[3]
- 『家族になろうよ!』（1999年） - テレビドラマ[2]
- 鴻上尚史『青空に飛ぶ』（2017年） - 小説